# قائمة الحروف المستخدمة في الرياضيات والعلوم
تتضمن هذه القائمة معاني الحروف المستخدمة في الرياضيات والعلوم والهندسة. وحدات نظام الوحدات الدولي مشار اليهم بقوسين.
تستخدم الحروف اللاتينية واليونانية في الرياضيات والعلوم والهندسة، وفي مجالات أخرى حيث الرموز الرياضية مستخدمة كرموز لثوابت ودوال خاصة واصطلاحيا للمتغيرات تمثيلا لكميات معينة.
بعض القواعد الشائعة:
- الخصائص المكثفة في الفيزياء يشار اليها عادة بحروف صغيرة لكن الخصائص الشمولية يشار اليها بالحروف الكبيرة
- معظم الرمز مكتوبة بخط مائل
- الكميات المتجة يمكن ان يشار اليها بخط غامق
- مجموعة من الارقام عادت تكتب بخط غامق

## الاتينية
| الاحرف الكبيرة | | الاحرف الصغيرة | |
| -------------- | --- | -------------- | --- |
| A              | امبير المساحة فصيلة دم تصنيف نجمي او طيفي متجه الكمون الشغل مجموعة من الارقام الجبرية                                                                  | a              | آتو - سوابق النظام الدولي للوحدات تسارع انعكاسية                                                                    |
| B              | ميزون ب فصيلة دم بورون الطفوية معامل الحجم السطوع مجال مغناطيسي تصنيف نجمي او طيفي                                                                     | b              | كوارك قعري |
| C              | كربون درجة " سلسيوس مجموعة الأعداد المركبة كولوم السعة الحرارية المولية سي "لغة برمجة حاسوب" الحرارة النوعية عامل التصحيح                              | c              | سنتي كوارك ساحر سرعة الضوء سرعة الصوت                                                                               |
| D              | الدتريوم مؤثر تفاضلي ازاحة كهربائية ميزون د الكثافة | d              | ديسي المسافة كوارك سفلي مؤثر تفاضلي كثافة زيادة متناهية الصغر                                                       |
| E              | المجال الكهربائي الطاقة سوابق النظام الدولي للوحدات قيمة متوقعة                                                                                        | e              | الكترون بوزيترون شحن كهربائي عدد أويلر                                                                              |
| F              | فهرنهايت فلور فاراد قوة طاقة هلمهولتز الحرة تصنيف نجمي او طيفي                                                                                         | f              | فمتو تردد احتكاك |
| G              | تنسور اينشتاين سوابق النظام الدولي للوحدات طاقة غيبس الحرة ثابت الجاذبية دالة غرين تصنيف نجمي او طيفي زخم الحركة                                       | g              | غرام مجال الجاذبية تسارع الجاذبية دالة مسافة للحيز زمان                                                             |
| H              | مجال مغناطيسي مساعد محتوى حراري هاملتوني دالة بيسل اقتران هيفيسايد الدرجي هنري بوزون هيغز تماثل ثابت هابل هيدروجين مجموعة من كواتيرنيون مصفوفة الاسقاط | h              | الارتفاع الساعة ثابت بلانك دالة بيسل الكروية                                                                        |
| I              | يود شدة ضيائية عزم القصور الذاتي تيار | i              | تيار متجه وحدة كواتيرنيون وحدة تخيلية فهرس الصف                                                                     |
| J              | زخم زاوي دالة بيسل من النوع الأول تيار جول الدفع | j              | فهرس العمود متجه وحدة شدة إشعاعية تيار كهربائي وكثافة التيار دالة بيسل الكروية من النوع الأول حدة تخيلية كواتيرنيون |
| K              | كاون كلفن بوتاسيوم الانحناء المقطعي تصنيف نجمي او طيفي                                                                                                 | k              | وحدة كواتيرنيون ثابت بولتزمان كيلو متجه موجي متجه وحدة                                                              |
| L              | زخم زاوي محاثة تبادلية ميكانيكا لاغرانج لتر تصنيف نجمي او طيفي                                                                                         | l              | لتر الطول مسار حر وسطي                                                                                              |
| M              | مغنطة كتلة ميجا تصنيف نجمي او طيفي عزم الدوران | m              | مقدار كتلة ميلي ميتر دقيقة                                                                                          |
| N              | ثابت أفوجادرو دالة بيسل من النوع الثاني مجموعة من الاعداد الطبيعية نيوتن نيتروجين توزيع احتمالي طبيعي ناظم السطح                                       | n              | نانو نيوترون دالة بيسل الكروية من النوع الثاني معامل الانكسار عدد صحيح                                              |
| O              | الرمز O الكبير فصيلة دم اكسجين تصنيف نجمي او طيفي | o              | رمز o الصغير |
| P              | القدرة الفعالة كثيرات حدود لجندر فيض ضوئي فسفور استقطاب الضغط قدرة احتمال إسقاط                                                                        | p              | بيكو بروتون ضغط الصوت زخم الحركة عزم ثنائي القطب نقطة في الفضاء                                                     |
| Q              | الشحن الكهربائي كمية الحرارة القدرة الكهربائية للتيار المتردد تدفق حجمي مجموعة من الاعداد الكسرية                                                      | q              | الشحن الكهربائي الإحداثيات المعممة                                                                                  |
| R              | موتر التقوس مقاومة وموصلية كهربائية نصف قطر مجموعة الاعداد الحقيقية                                                                                    | r              | متجه الموضع نصف قطر نظام إحداثي قطبي                                                                                |
| S              | القدرة الكهربائية للتيار المتردد مساحة إنتروبيا سيمنز كرة لف مغزلي زمرة متماثلة كبريت                                                                  | s              | الثاني مسافة كوارك غريب حرارة نوعية الإنتروبي النوعية متساوية الاعتلاج                                              |
| T              | تصنيف نجمي او طيفي تيسلا تريتيوم درجة حرارة | t              | فترة الوقت كوارك قمي                                                                                                |
| U              | يورانيوم طاقة وضع التحليل الوظيفي | u              | كوارك علوي |
| V              | طاقة الوضع فولت فاناديوم جهد كهربائي حجم | v              | السرعة |
| W              | طاقة واط لوغاريتم المنتج تنجستن بوزونات دبليو وزد الشغل دالة شغل عملية فينر                                                                            | w              | السرعة |
| X              | متغير عشوائي إحْداثِيٌّ أفُقِيّ | x              | المتجه إحْداثِيٌّ أفُقِيّ مبرهنة حقيقة القيمة الجبر                                                                        |
| Y              | دالة بيسل من النوع الثاني إحْداثِيٌّ أفُقِيّ إتريوم استضواء يوتا                                                                                              | y              | إحْداثِيٌّ أفُقِيّ يوكتو مؤشر صف البكسل                                                                                    |
| Z              | عدد ذري معاوقة زيتا ارتفاع بوزونات زد مجموعة اعداد صحيحة جملة الحالات (ميكانيكا إحصائية) جملة الحالات (نظرية الحقل الكمومي)                            | z              | تحليل مركب ارتفاع زبتو                                                                                              |

## اليونانية
| الأحرف الكبيرة |                                                      | الأحرف الصغيرة | |
| -------------- | ---------------------------------------------------- | -------------- | --- |
| Β              | دالة بيتا                                            | α              | جسيم ألفا ثابت البناء الدقيق تسارع زاوي                                                               |
| Γ              | زخم زاوي دالة غاما رموز كرستوفيل                     | β              | جسيم بيتا درجة حرارة الانقلاب                                                                         |
| Δ              | لابلاسي جسيم دلتا التغيير الماكروسكوبي في قيمة متغير | γ              | ثابتة أويلر-ماسكيروني فوتون أشعة غاما عامل جاما النسبي                                                |
| Θ              | اقتران هيفيسايد الدرجي                               | δ              | دالة ديراك متناهي الصغر دلتا كرونكر                                                                   |
| Λ              | تحويلات لورينتز باريونات لامدا إيواساوا الجبر        | ε              | متناهي الصغر سماحية                                                                                   |
| Ξ              | هيبيرون تعاقبي                                       | ζ              | نسبة الاخماد دالة زيتا لريمان                                                                         |
| Π              | نتاج                                                 | η              | كفاءة اللزوجة الديناميكية ميزون ن نظرية النسبية العامة                                                |
| Σ              | مجموع سطح هيبرون سيغما                               | θ              | الزاوية نظام إحداثي قطبي الحرارة دور ثيتا                                                             |
| Φ              | رمز بديل لدالة موجية                                 | ι              | |
| Ψ              | دالة موجية                                           | κ              | ثابت الجاذبية                                                                                         |
| Ω              | أوم زاوية مجسمة ثابت تشايتين هيبرون أوميغا           | λ              | طول الموجة وظيفة مجهولة ناقلية حرارية مضاعف لاغرانج                                                   |
|                |                                                      | μ              | ميكرو كتلة مخفضة نفاذية ميوون متوسط عزم مغناطيسي جهد كيميائي معامل التضخيم معامل امتصاص ميكرون        |
|                |                                                      | ν              | نيوترينو تردد اللزوجة الحركية                                                                         |
|                |                                                      | ξ              | دالة ريمان                                                                                            |
|                |                                                      | ο              | |
|                |                                                      | π              | العدد باي الدالة المعدة للأعداد الأولية بيون ميكانيكا هاملتوني زمرة أساسية إسقاط نفسي زمـره هوموتوبية |
|                |                                                      | ρ              | نظام إحداثي قطبي موصلية كهربائية الميزون rho كثافة                                                    |
|                |                                                      | σ              | مقطع عرضي موصلية كهربائية انحراف معياري ثابت ستيفان-بولتزمان تدويم                                    |
|                |                                                      | τ              | تاوون إجهاد القص عزم الدوران ثابت زمني الرقم T                                                        |
|                |                                                      | υ              | |
|                |                                                      | φ              | نظام إحداثي قطبي كمون كهربائي مؤشر أويلر متوسط ذهبي طور موجة طاقة وضع                                 |
|                |                                                      | χ              | قابلية كهربائية                                                                                       |
|                |                                                      | ψ              | دالة موجية الميزون J / ψ                                                                              |
|                |                                                      | ω              | تردد سرعة زاوية                                                                                       |

## المزيد
| Å  | انغستروم                |
| -- | ----------------------- |
| Ш  | مجموعة تيت شافاريفيتش   |
| ш  | خلط المنتج              |
| ℵ  | اصلية المجموعة          |
| ℶ  | اصلية المجموعة          |
| よ | برهان يونيدا            |
| ∂  | مشتق جزئي               |
| ∇  | مؤثر دل تدرج كورل تباعد |